# Deschampsia tenella
Deschampsia tenella är en gräsart som beskrevs av Donald Petrie. Deschampsia tenella ingår i släktet tåtlar, och familjen gräs. Inga underarter finns listade i Catalogue of Life.